# Ca7riel y Paco Amoroso
Ca7riel & Paco Amoroso es un dúo de trap experimental, hip hop, electrónica y pop originario de Buenos Aires, Argentina, formado por Catriel Guerreiro y Ulises Guerriero. 
En sus inicios comenzaron con un sonido experimental mezclado con trap latino, por lo que son considerados parte de la primera ola de música urbana que surgió en Argentina. Ambos grabaron cada uno individualmente su sesión musical con el reconocido productor argentino Bizarrap, además de tener ambos numerosas colaboraciones con otros artistas de su generación como Lali, Tini, y Duki, entre otros. En octubre de 2024 el dúo realizó una presentación en los Tiny Desk Concerts que se viralizó y los hizo mundialmente conocidos.
La banda es conocida por su carácter distintivo y excéntrico en su música y letras. Sus presentaciones en vivo suelen incluir la utilización de instrumentos y música en vivo, mezclando géneros como el pop latino, jazz fusión, rock de fusión house y electrónica variada como EDM.

## Carrera artística
Antecedentes e inicios
Catriel Guerreiro y Ulises Guerriero fueron juntos a la escuela primaria y compartieron talleres de música durante su infancia. Catriel estudió y se graduó en el Colegio Juan Pedro Esnaola, el cual posee una orientación en música. Ulises, por su parte, estudió en su infancia violín y luego estudió y se desempeñó como baterista. Juntos formaron la banda de rock Astor, con elementos de rock progresivo, funk y reggae. En la misma estuvieron durante siete años. Aproximadamente en el año 2016, Ca7riel fue el primero en comenzar una carrera como rapero, bajo el nombre de Ca7riel, lanzando algunos EPs en solitario. Tiempo después se sumó Paco a los shows en vivo.

### 2018-2021: «Ouke», «Cono Hielo» y reconocimiento nacional
Algún tiempo después decidieron experimentar en conjunto con un sonido más urbano, siendo la primera canción que grabaron «Piola», lanzada en septiembre de 2018. La popularidad del dúo aumentó drásticamente tras la publicación de los sencillos «Jala Jala» y «Ouke» (este último con la participación de Esteban Lamothe en el videoclip).  Estos primeros sencillos del dúo resultarían en un éxito total, al mismo tiempo que en Argentina el sonido urbano estaba en pleno desarrollo, expansión y consolidación. En ese año, Ca7riel, en paralelo al proyecto, se desempeñaría como guitarrista de los shows en vivo de Wos.Para la presentación de los shows en vivo se apoyarían en la denominada "Atr Vanda", la cual sirvió como punto distintivo entre el dúo y otros artistas urbanos del momento al realizar versiones en vivo de sus canciones, muchas veces influenciadas por otros géneros como el rock o el jazz. El bajista de dicha agrupación posteriormente acompañaría a Duki en diferentes presentaciones en vivo.
El 18 de diciembre de 2019, lanzaron su último tema del año «Cono Hielo» (futuro nombre de su siguiente tour), que fue un rotundo éxito con un estilo veraniego de house, el sencillo superó el millón de visitas en una semana. El 20 de ese mismo mes, se presentaron el Estadio Obras en un show conocido como La Celebración. Durante el 2020, como consecuencia de la pandemia de COVID-19, el dúo se toma una pausa y tanto Ca7riel como Paco Amoroso realizan algunos lanzamientos musicales en forma individual.A finales de ese año iniciaron la gira Cono Hielo Tour.
En el año 2021, sus carreras se vieron separadas totalmente cuando Ca7riel lanzó su álbum de estudio debut, titulado El disko, mientras que Paco lanza el disco Saeta, con estilos e influencias diferentes.

### 2022: Paga Dios World Tour
En marzo de 2022 el dúo anunciaría su regreso después de dos años, sacando dos sencillos («Paga Dios» y «En el After») y realizando su primera gira mundial (por Latinoamérica y Europa, varios de ellos inclusive por primera vez), llamada Paga Dios World Tour. En septiembre de ese año publican un nuevo sencillo, llamado «Para afuera», siendo este el capítulo 3 de la "Temporada II". Culminaron el año realizando dos shows en el Estadio Obras Outdoor el 22 y 23 de diciembre, retornando a Buenos Aires después de tres años y culminando así el Paga Dios World Tour. 

### 2024-presente:Baño María, éxito internacional yPapota
El 14 de marzo de 2024, después de dos años sin publicar ningún sencillo, lanzaron el tráiler de su primer álbum de estudio: Baño María, junto con un cortometraje del mismo nombre. El álbum sería lanzado el 18 de abril, sin embargo fue presentado un mes antes en el Lollapalooza Argentina. El proyecto contó con 12 sencillos y dos colaboraciones, estas fueron junto a Lali Espósito en «Supersónico» y junto a Tini Stoessel en «Agua». La presentación del álbum fue el 16 de agosto en el Movistar Arena, frente a 15.000 personas, agotándolo. El show contó con un escenario en el medio del campo, con invitados como Lali Espósito y Wanda Nara. En octubre presentaron parte del álbum en la serie de sencillos Tiny Desk Concerts, en Washington D. C.. Allí se presentaron junto a una mezcla de músicos y su banda corriente, haciendo un estilo de jazz fusión y una mezcla de estilo caribeño que se volvió viral y consiguió más de 31 millones de visualizaciones en menos de 6 meses.
El 6 de marzo de 2025, lanzaron su primer extended play titulado Papota, disco que constó de cuatro sencillos y cinco interpretaciones del Tiny Desk grabado en el año anterior. El proyecto contó con la presentación de un cortometraje, dirigido y guionado por Martín Piroyansky, en el cual el dúo muestra sus sensaciones después de su exitosa sesión, con la actuación de Martín Bossi interpretando a un representante musical que los guía a ganar un "Latin Chaddy" (parodia del Latin Grammy). Los sencillos lanzados fueron «Impostor», «#Tetas», «Re forro» y «El día del amigo». Su estilo de presentaciones cambió a un estilo más natural y menos sintético, se vio reflejado en los Festival Coachella y Lollapalooza 2025, además de su aparición en The Tonight Show Starring Jimmy Fallon. Este mismo año fueron reconocidos con el Premio Konex por su trayectoria en la última década de la Argentina.

## Influencias musicales
A pesar de no aplicar ninguna de éstas en su música y lírica, Ca7riel citó a Sen Senra, Pantera, Megadeth, Steve Vai y a su padre como influencias. Incursionó en el mundo del hip hop gracias al rapero Canserbero. Cita otras influencias como Queen, Michael Jackson, Bandana y la cantautora María Elena Walsh. Entre otras influencias menciona a Yes, Genesis y Metallica. Paco Amoroso cita a influencias como Patricio Rey y sus Redonditos de Ricota, Marilyn Manson, Die Antwoord, El Doctor, PXXR GVNG, Danny Brown, Playboi Carti y Chilly Gonzales. En otras ocasiones mencionó como influencias a Kendrick Lamar y Big Sean.

## Discografía

### Álbumes de estudio
- 2024 - Baño María

### Álbumes en vivo
- 2024 - Baño María (en Vivo - Buenos Aires)

### Extended plays
- 2025 - Papota

## Giras
- Ca7riel & Paco Amoroso Tour (2018-19)
- €URO Tour (2019)
- Cono Hielo Tour (2020)
- Paga Dios World Tour (2022-23)
- Baño María Tour (2024-25)
- Papota Tour (2025-actualidad)

## Premios y nominaciones
| Premio                           | Año  | Categoría                                                | Trabajo nominado                    | Resultado | Ref.          |
| -------------------------------- | ---- | -------------------------------------------------------- | ----------------------------------- | --------- | ------------- |
| Premios Carlos Gardel            | 2020 | Mejor colaboración                                       | «Ouke»                              | Nominados | [ 43 ]        |
| Premios Carlos Gardel            | 2023 | Mejor colaboración urbana                                | «Para afuera»                       | Nominados | [ 44 ]        |
| Premios Carlos Gardel            | 2025 | Álbum del año                                            | Baño María                          | Ganadores | [ 45 ]        |
| Premios Carlos Gardel            | 2025 | Mejor álbum artista pop urbano                           | Baño María                          | Ganadores | [ 45 ]        |
| Premios Carlos Gardel            | 2025 | Ingeniería de grabación                                  | Baño María                          | Ganadores | [ 45 ]        |
| Premios Carlos Gardel            | 2025 | Mejor diseño de portada                                  | Baño María                          | Ganadores | [ 45 ]        |
| Premios Carlos Gardel            | 2025 | Mejor colaboración                                       | «Agua» (con Tini)                   | Ganadores | [ 45 ]        |
| Premios Carlos Gardel            | 2025 | Mejor colaboración urbana                                | «Todo roto» (con Nathy Peluso)      | Ganadores | [ 45 ]        |
| Premios Carlos Gardel            | 2025 | Mejor álbum en vivo                                      | Baño María (En vivo - Buenos Aires) | Nominados | [ 45 ]        |
| Premios de la Academia de Música | 2025 | Mejor fusión interpretación urbana                       | «Todo roto» (con Nathy Peluso)      | Ganadores | [ 46 ]        |
| Premios Heat Latin Music         | 2025 | Mejor grupo o banda                                      | Ca7riel & Paco Amoroso              | Nominados | [ 47 ]        |
| Premios Juventud                 | 2025 | La nueva generación masculina                            | Ca7riel & Paco Amoroso              | Pendiente | [ 48 ]        |
| Premios Konex                    | 2025 | Alternativo / Nuevo                                      | Ca7riel & Paco Amoroso              | Ganadores | [ 49 ]        |
| Premios Lo Nuestro               | 2025 | Artista revelación del año masculino – Pop rock / Urbano | Ca7riel & Paco Amoroso              | Nominados | [ 50 ]        |
| Premios Lo Nuestro               | 2025 | Mejor canción Latin Fusion pop                           | «La que puede, puede»               | Nominados | [ 50 ]        |
| Video Prisma Awards              | 2022 | Video favorito                                           | «En el after»                       | Nominados | [ 51 ] [ 52 ] |
| Video Prisma Awards              | 2022 | Delirio                                                  | «En el after»                       | Ganadores | [ 51 ] [ 52 ] |
| Video Prisma Awards              | 2023 | Vértigo                                                  | «Para afuera»                       | Nominados | [ 53 ]        |
| Video Prisma Awards              | 2023 | Edición (Argentina)                                      | «Para afuera»                       | Nominados | [ 53 ]        |
| Video Prisma Awards              | 2024 | Formato largo                                            | Baño María                          | Nominados | [ 54 ]        |